# Binnenstad (Eindhoven)
De Binnenstad is een buurt in de stad Eindhoven, in de Nederlandse provincie Noord-Brabant. De buurt behoort tot het stadsdeel Centrum. Op 1 januari 2023 telde de buurt 4.110 inwoners, verdeeld over 2.338 woningen, met een gemiddelde WOZ-waarde van € 360.000, op een oppervlakte van 0,67 km².
Deze buurt komt het beste overeen met de voormalige gemeente Eindhoven zoals deze was voor de annexatie in 1920 van de toenmalige gemeenten Woensel, Tongelre, Stratum, Gestel en Strijp. Daarnaast bestaat de wijk ook nog uit een deel van de Heilige Geeststraat, die kadastraal bekendstaat onder Eindhoven. Zo is een deel van de Kleine Berg ook Eindhovens en een deel Gestels.
Thans komt deze buurt overeen met het kernwinkelgebied van de stad, daar waar de grotere winkelketens zich voornamelijk gevestigd hebben.
Rond de buurt lag sinds de middeleeuwen de stadsomwalling van Eindhoven die in grofweg de eerste helft van de 20e eeuw werd geslecht.

## Fotogalerij

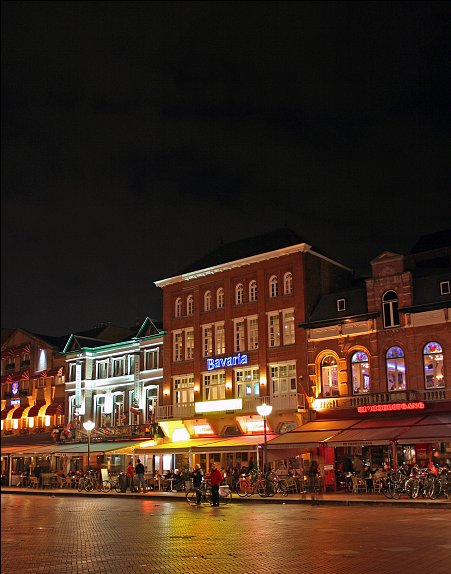
De Markt
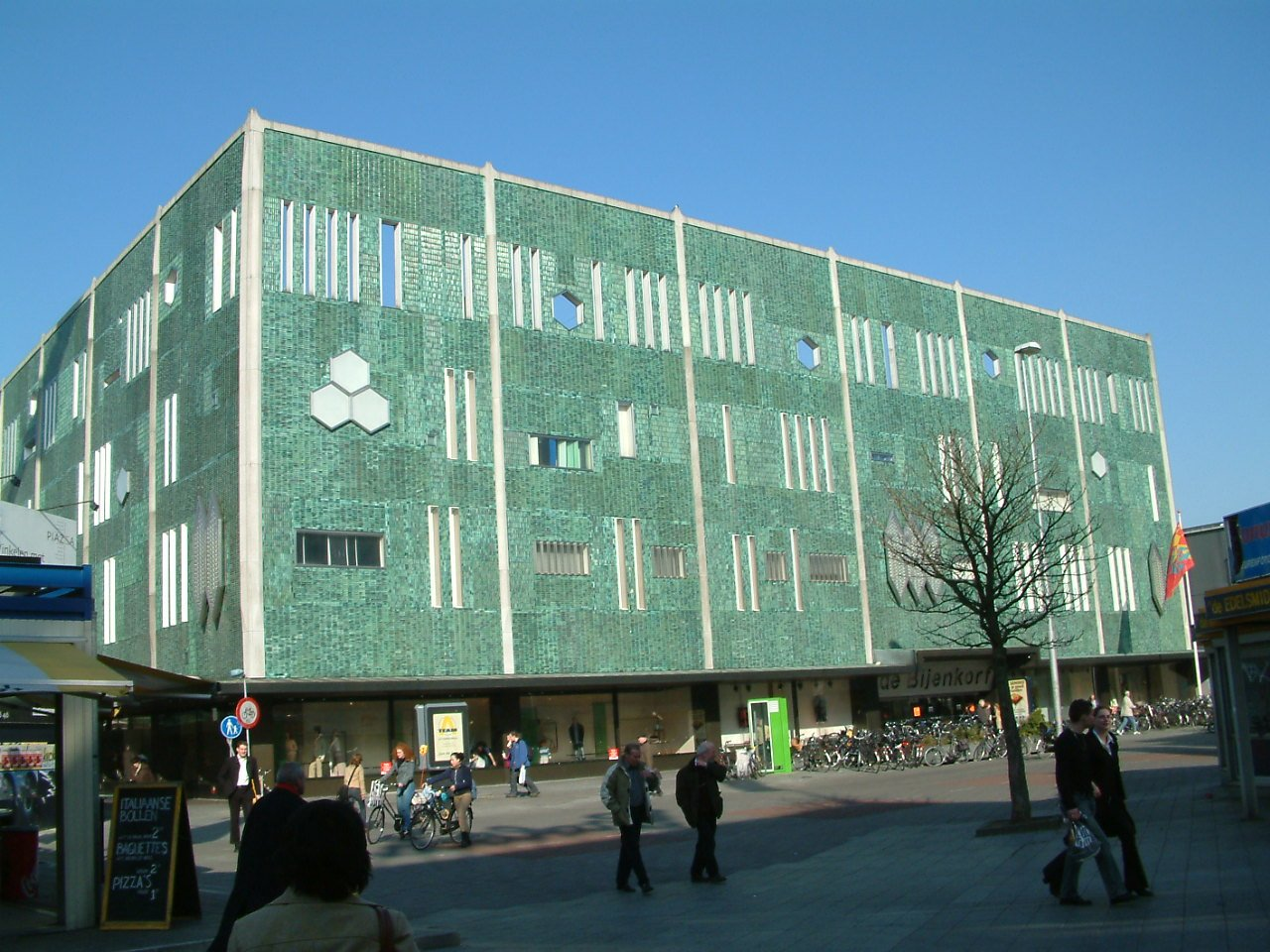
De Bijenkorf aan het 18 Septemberplein
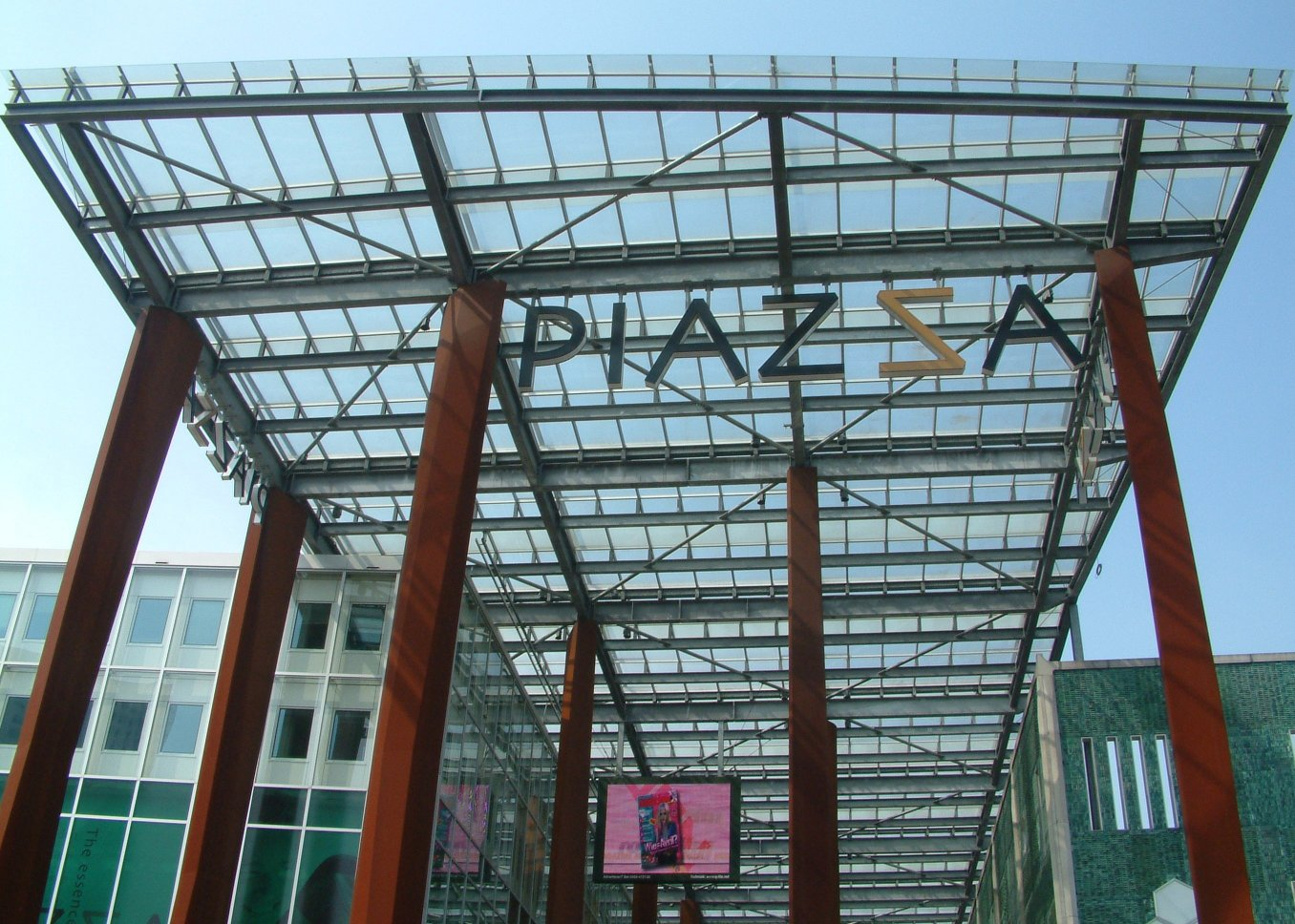
Piazza, entree aan het 18 Septemberplein
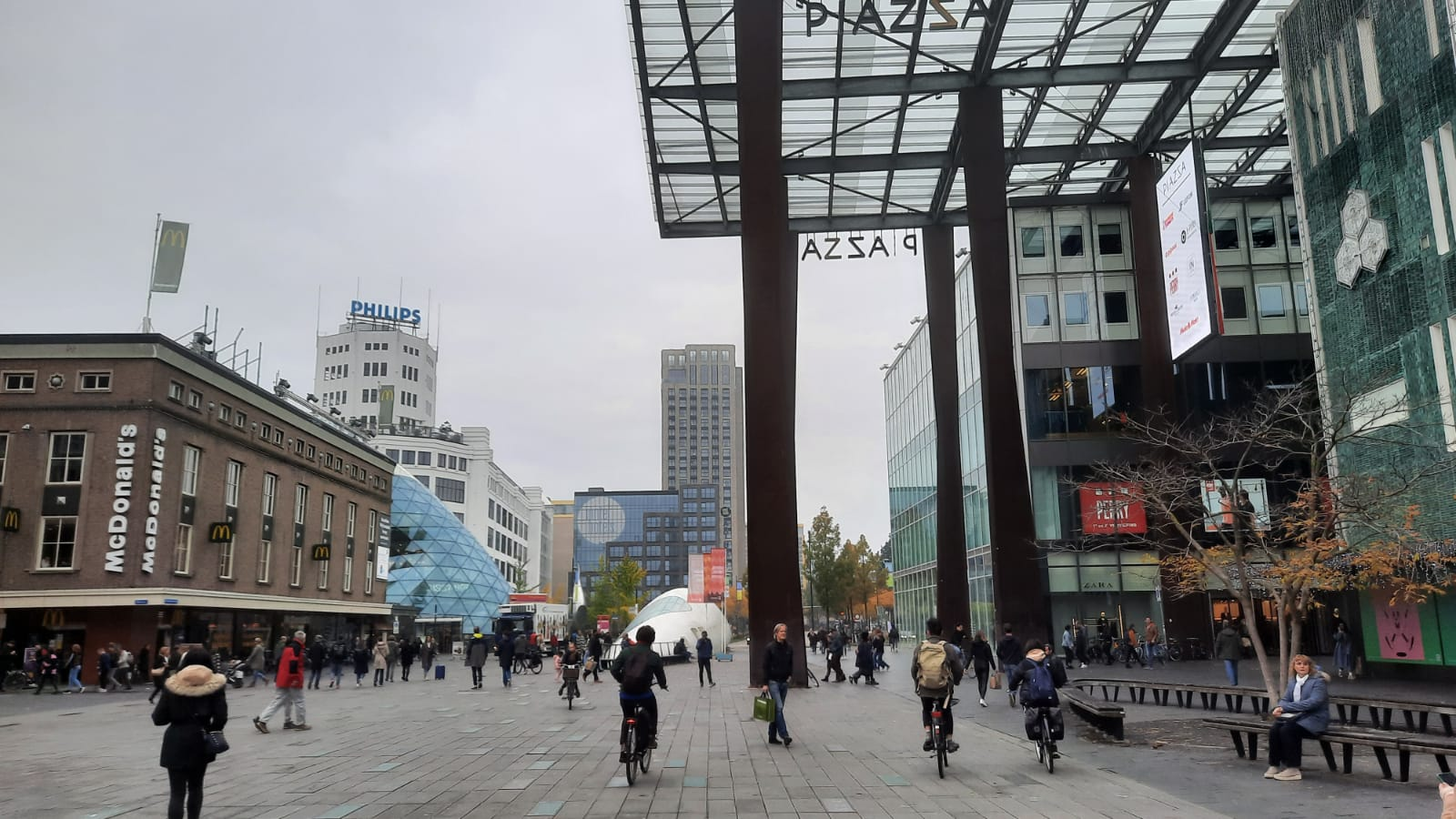
Het 18 Septemberplein in Eindhoven
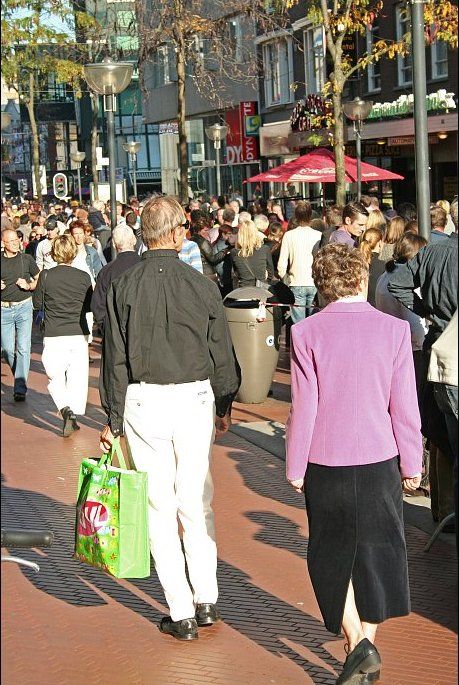
Drukte in de Nieuwstraat